# Lijst van personen overleden in juni 2012
Dit is een lijst van bekende personen die zijn overleden in juni 2012.

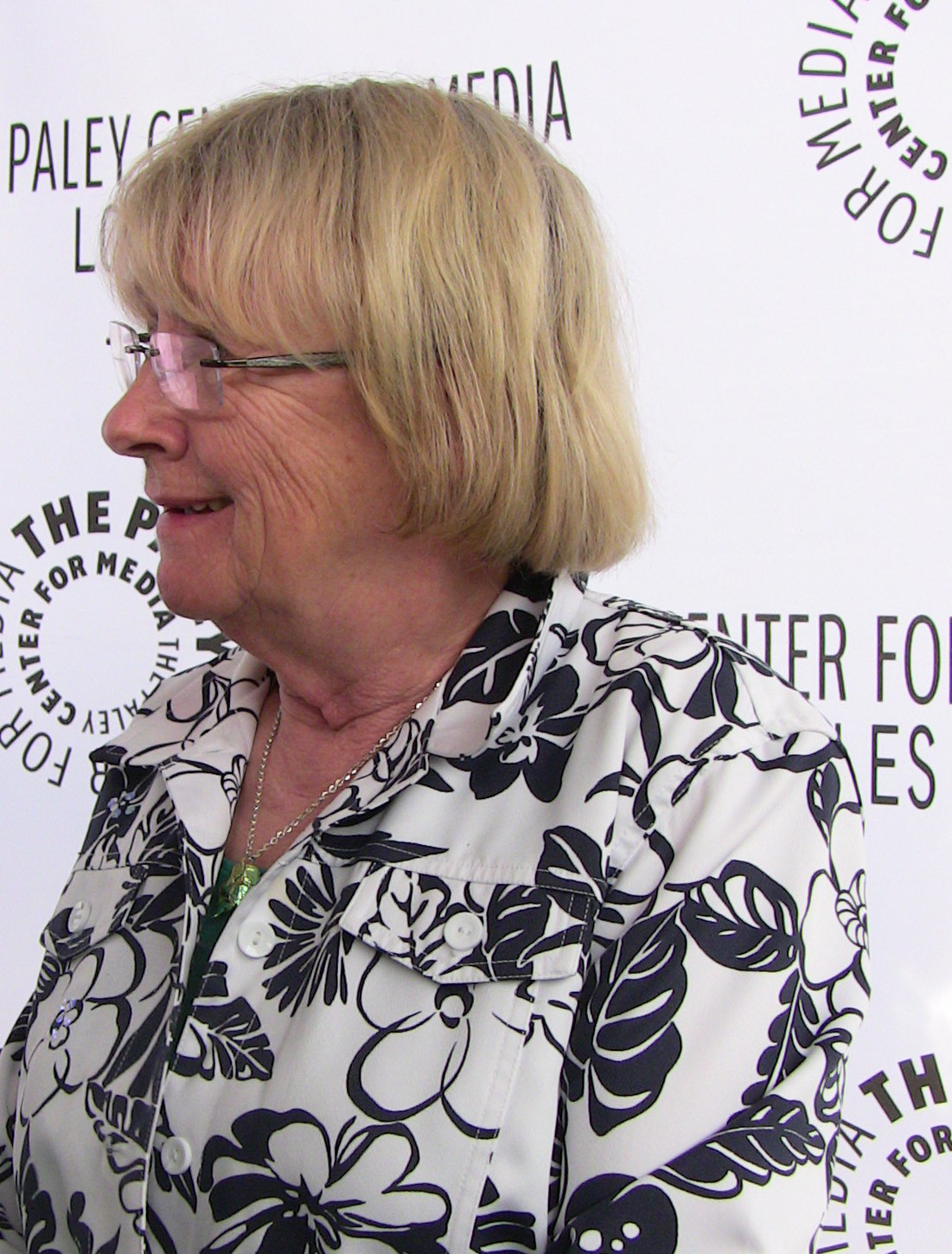
Kathryn Joosten
2 juni

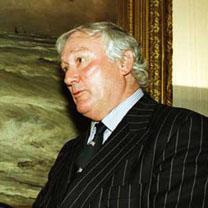
Jan Gmelich Meijling
2 juni

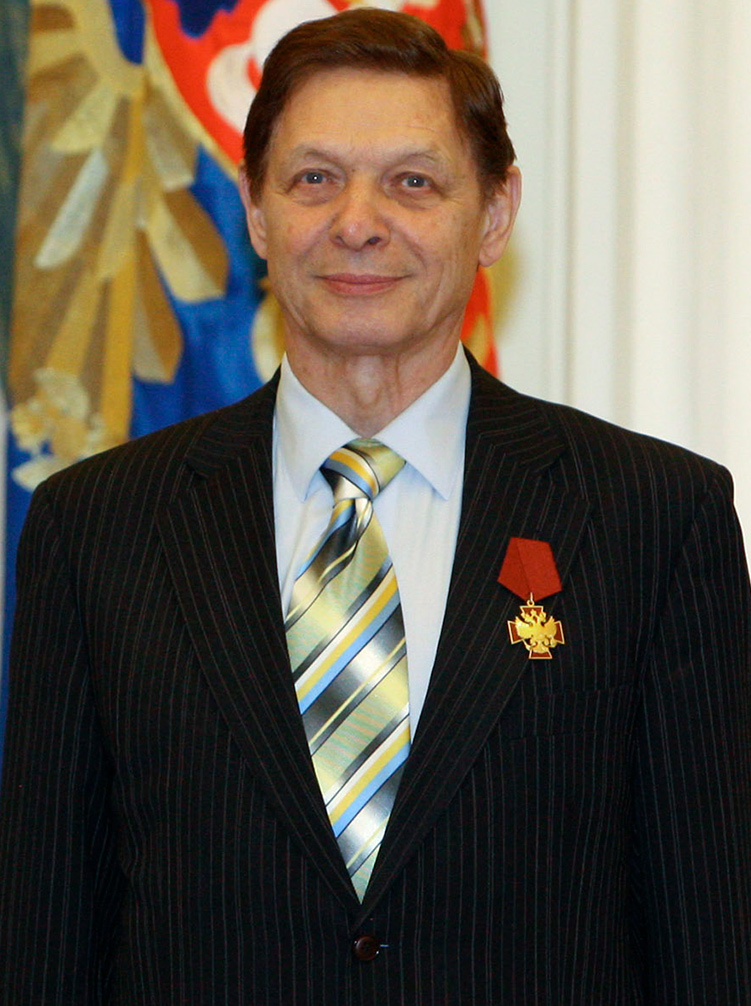
Edoeard Chil
4 juni

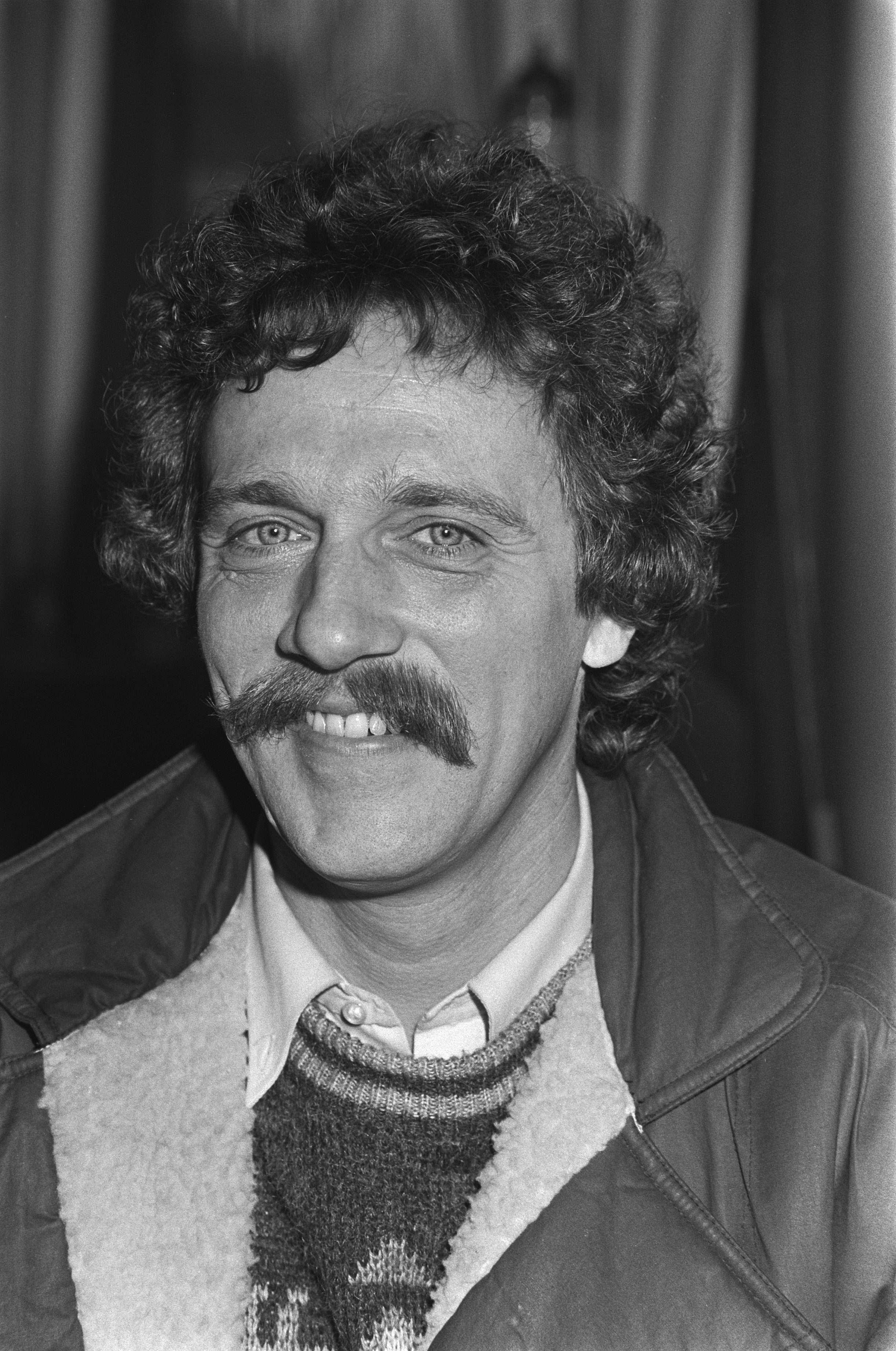
Alexander Curly
4 juni

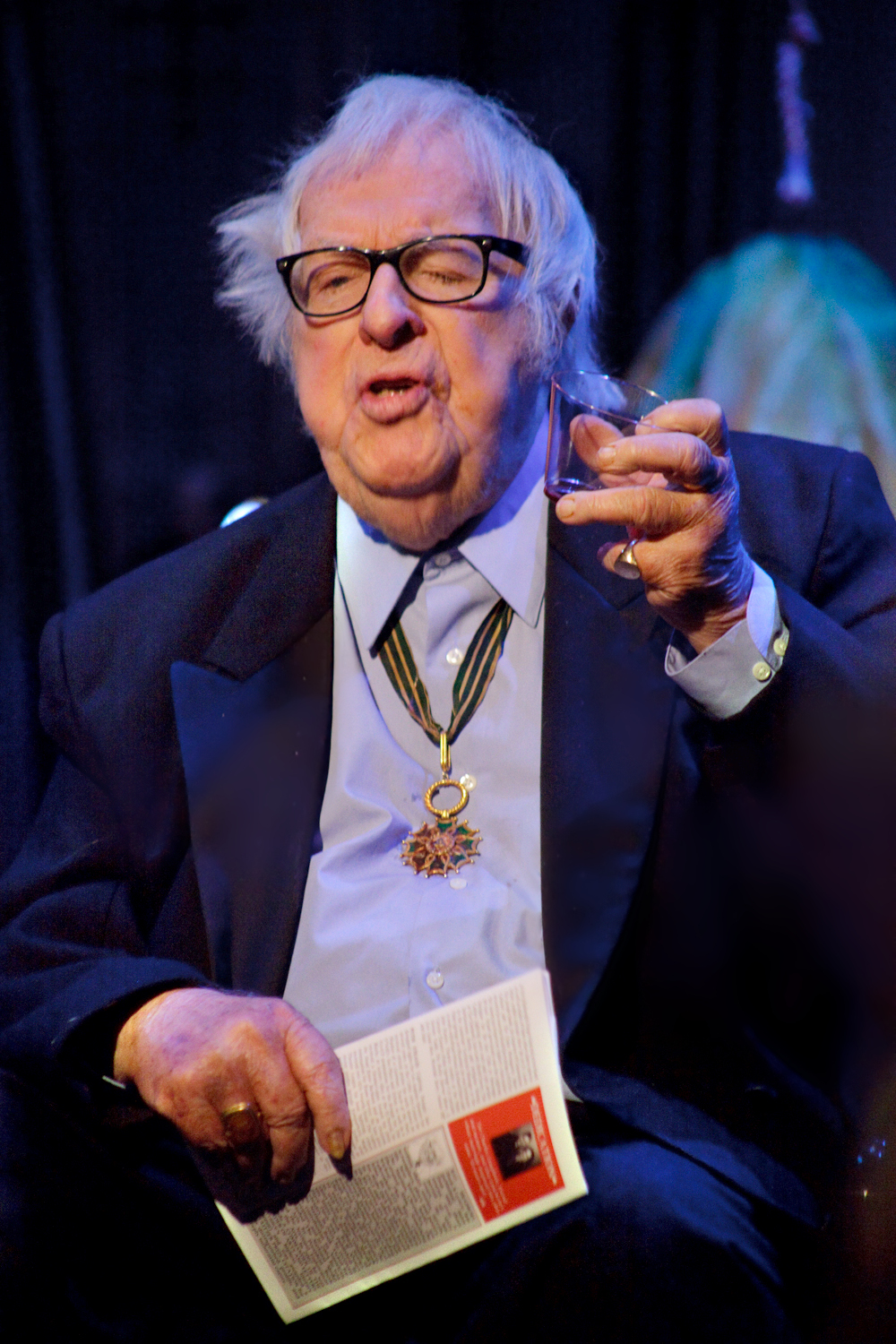
Ray Bradbury
5 juni

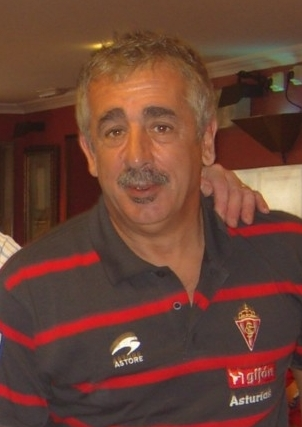
Manuel Preciado
7 juni

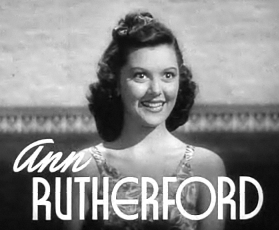
Ann Rutherford
11 juni

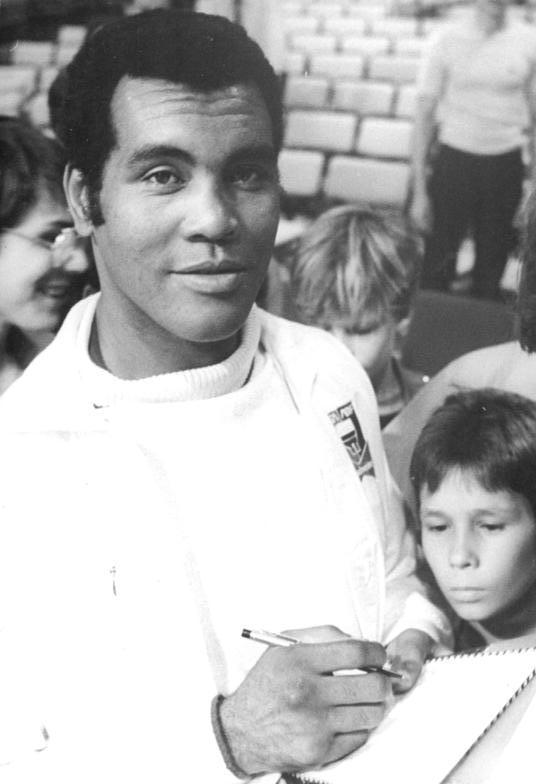
Teófilo Stevenson
11 juni

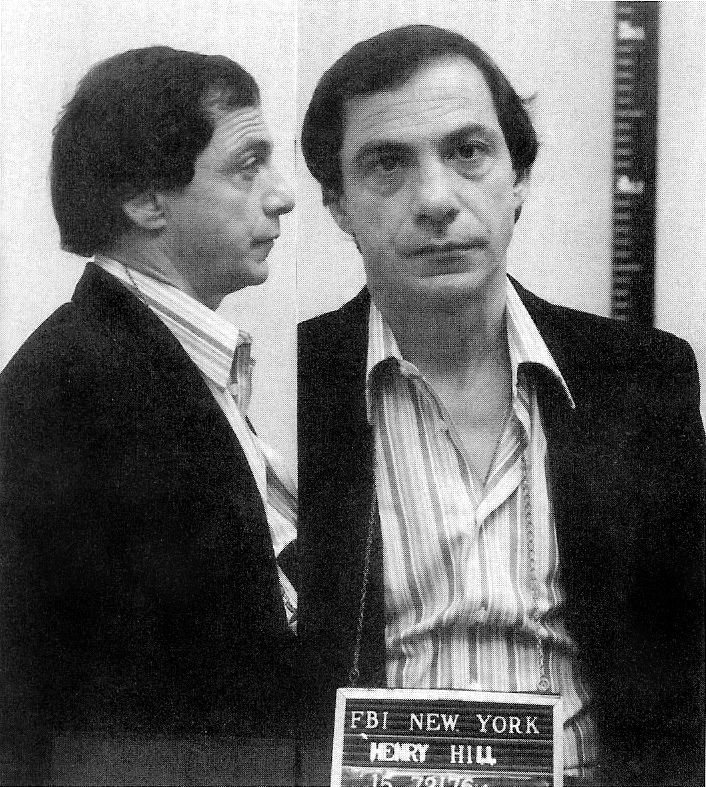
Henry Hill
12 juni

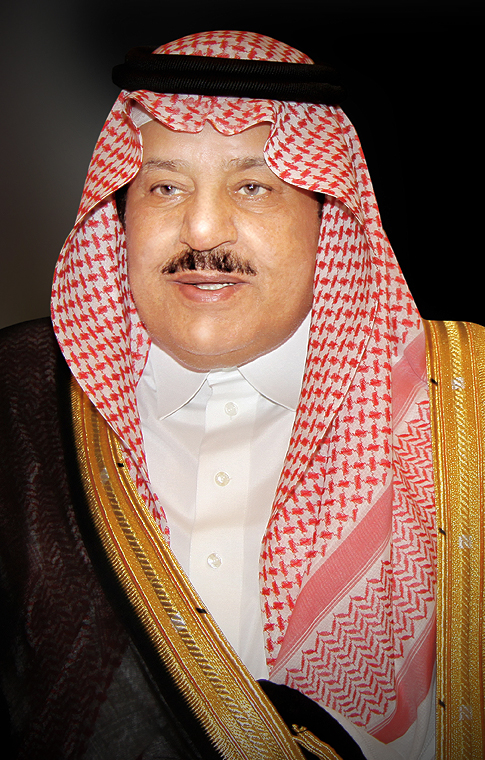
Nayef bin Abdoel Aziz
16 juni

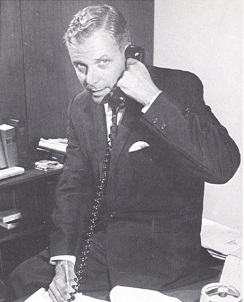
Norbert Tiemann
19 juni

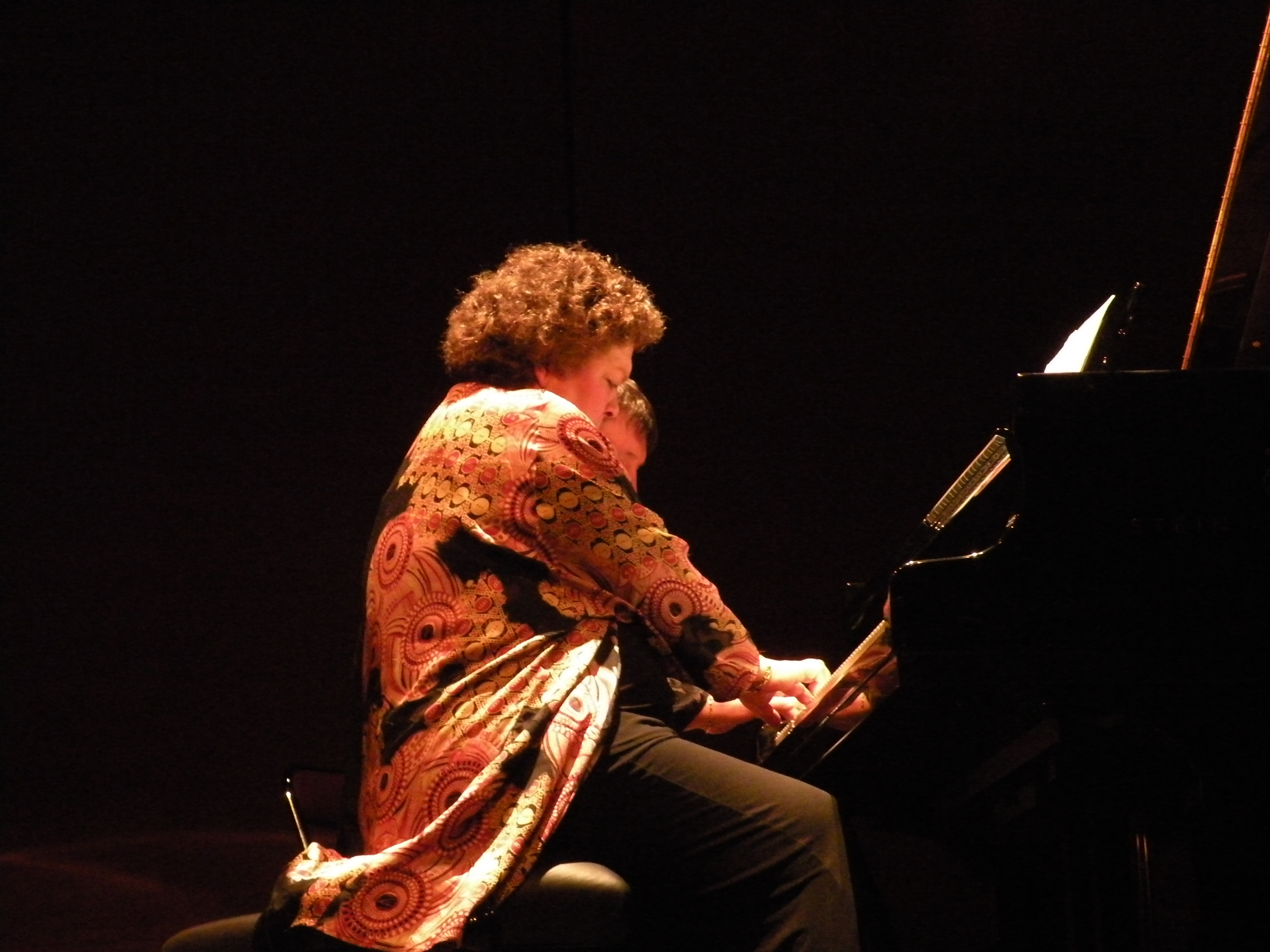
Brigitte Engerer
23 juni

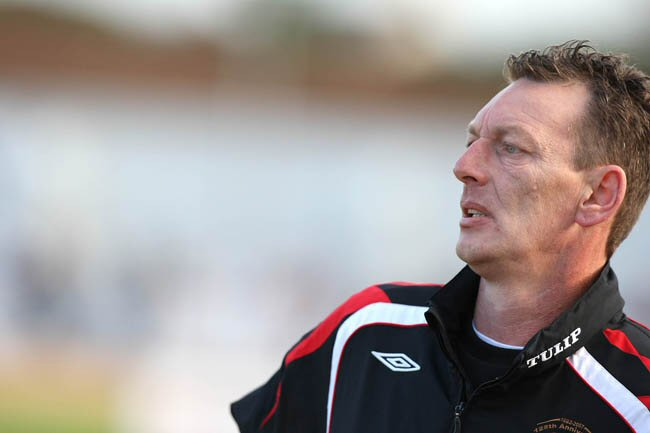
Alan McDonald
23 juni

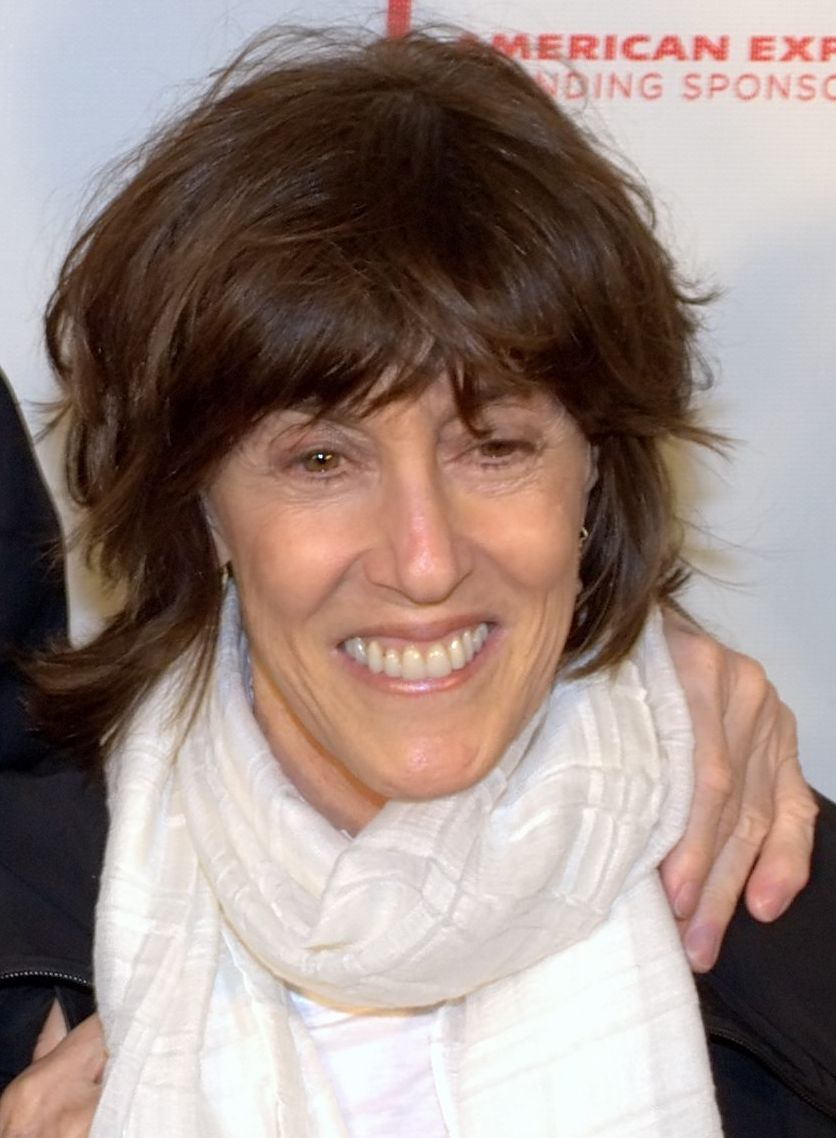
Nora Ephron
26 juni

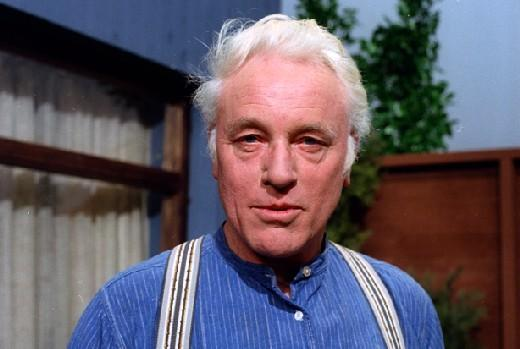
Piet Ekel
28 juni

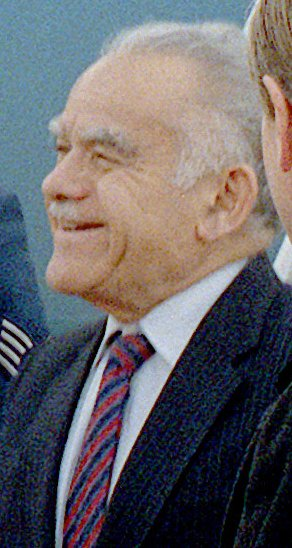
Yitzhak Shamir
30 juni

| 1 | 2 | 3 | 4 | 5 | 6 | 7 | 8 | 9 | 10 | 11 | 12 | 13 | 14 | 15 | 16 | 17 | 18 | 19 | 20 | 21 | 22 | 23 | 24 | 25 | 26 | 27 | 28 | 29 | 30 |
| - | - | - | - | - | - | - | - | - | -- | -- | -- | -- | -- | -- | -- | -- | -- | -- | -- | -- | -- | -- | -- | -- | -- | -- | -- | -- | -- |

### 1 juni
- Pádraig Faulkner (94), Iers politicus[1]

### 2 juni
- Adolfo Calero (81), Nicaraguaans rebellenleider[2]
- Richard Dawson (79), Brits acteur, komiek en presentator[3]
- Kathryn Joosten (72), Amerikaans actrice[4]
- Jan Gmelich Meijling (76), Nederlands politicus[5]

### 3 juni
- Anna Teresa Callen (86), Amerikaans-Italiaans kookboekenauteur[6]
- Rosa Guy (89), Amerikaans schrijfster[7]
- Andy Hamilton (94), Jamaicaans-Brits saxofonist[8]
- Roy Salvadori (90), Brits autocoureur[9]
- Roel de Wit (85), Nederlands politicus[10]

### 4 juni
- Peter Beaven (86), Nieuw-Zeelands architect[11]
- Bobby Black (85), Brits voetballer[12]
- Enrique Bolanos (87), Mexicaans bokser[13]
- Edoeard Chil (77), Russisch zanger[14]
- Alexander Curly (65), Nederlands zanger[15]
- Rodolfo Quezada Toruño (80), Guatemalteeks aartsbisschop en kardinaal[16]
- Estela Raval (83), Argentijns zangeres[17]
- Herb Reed (83), Amerikaans zanger[18]
- Per Sunderland (87), Noors acteur[19]
- Abu Yahya al-Libi (48), Libisch terrorist[20]

### 5 juni
- Ray Bradbury (91), Amerikaans sciencefictionschrijver[21]
- Caroline John (71), Brits actrice[22]
- Lou Pride (68), Amerikaans zanger[23]
- Athinodoros Prousalis (86), Grieks acteur[24]
- Barry Unsworth (81), Brits schrijver[25]

### 6 juni
- Lesley Brown (64), Britse eerste reageerbuismoeder[26]
- Lillian Gallo (84), Amerikaans tv-producer[27]
- Vladimir Krutov (52), Russisch ijshockeyspeler[28]
- Aad Muntz (77), Nederlands reclameman[29]
- Nolan Miller (79), Amerikaans mode- en kostuumontwerper[30]
- Mykola Volosyanko (40), Oekraïens voetballer[31]
- Li Wangyang (62) Chinees dissident[32]

### 7 juni
- Abid Hamid Mahmud al-Tikriti, Iraaks militair[33]
- Manuel Preciado (54), Spaans voetbaltrainer[34]
- Melvin Vernell III (19), Amerikaans rapper[35]
- Bob Welch (66), Amerikaans muzikant[36]

### 8 juni
- Marie-Thérèse Bardet (114), oudste vrouw van Frankrijk en Europa[37]
- Frank Cady (96), Amerikaans acteur[38]
- Wim van Drunen (76), Nederlands zanger en ondernemer[39]
- Robert Galley (91), Frans politicus[40]
- Pascal Malbeaux (51), Frans voetballer[41]

### 9 juni
- Régis Clère (55), Frans wielrenner[42]
- Paul Jenkins (89), Amerikaans schilder[43]

### 10 juni
- Will Hoebee (64), Nederlands muziekproducer[44]
- Georges Mathieu (91), Frans kunstenaar[45]
- Joshua Orwa Ojode (53), Keniaans politicus[46]
- George Saitoti (66), Keniaans minister[46]
- Sudono Salim (95), Chinees-Indonesisch zakenman[47]
- Gordon West (69), Brits voetbaldoelman[48]
- Shingo Minamino (42), Japans muziekproducent[49]

### 11 juni
- Héctor Bianciotti (82), Argentijns schrijver[50]
- Patricia Donahue (87), Amerikaans actrice[51]
- Jos van der Linden (64), Nederlands filmproducent[52]
- Reggie Pearman (89), Amerikaans atleet[53]
- Ann Rutherford (94), Amerikaans-Canadees actrice[54]
- Teófilo Stevenson (60), Cubaans bokser[55]
- Christa Steyn (54), Zuid-Afrikaans muzikante[56]

### 12 juni
- Henry Hill (69), Amerikaans gangster[57]
- Erica Kennedy (42), Amerikaans schrijfster[58]
- Elinor Ostrom (78), Amerikaans econoom[59]
- Pahiño (89), Spaans voetballer[60]
- Aldo Ronconi (93), Italiaans wielrenner[61]

### 13 juni
- Anna Goorman-Dommerholt (109), Nederlands oudste vrouw[62]
- Albertus baron van Harinxma thoe Slooten (81), Nederlands burgemeester[63]
- Mehdi Hassan (85), Pakistaans zanger[64]
- William Standish Knowles (95), Amerikaans scheikundige[65]
- Herman van Run (93), Nederlands journalist en radiomaker[66]

### 14 juni
- Dolf Kloek (95), Nederlands auteur[67]
- Raoul Mille (71), Frans schrijver[68]
- Yvette Wilson (48), Amerikaans actrice en comédienne[69]

### 15 juni
- Günther Domenig (77), Oostenrijks architect[70]
- Barry MacKay (76), Amerikaans tennisser[71]

### 16 juni
- Nayef bin Abdoel Aziz al-Saoed (78), Saoedische kroonprins en minister[72]
- Giuseppe Bertolucci (65), Italiaans cineast en scenarist[73]
- Charles Hanin (97), Belgisch politicus[74]
- Gabriel Hardeman (68), Amerikaans gospelzanger en songwriter[75]
- Jan Hoffmann (78), Nederlands politicus[76]
- Gareth Roberts (24), Brits rallyrijder[77]
- Thierry Roland (74), Frans sportjournalist[78]
- Alicia Steimberg (78), Argentijns schrijfster en vertaler[79]
- Susan Tyrrell (67), Amerikaans actrice[80]

### 17 juni
- Rodney King (47), Amerikaans taxichauffeur en misdaadslachtoffer[81]
- George Leech (90), Brits stuntman[82]

### 18 juni
- Rudi Fischer (86), Duits voetbaldoelman[83]
- Roger Garaudy (98), Frans filosoof[84]
- Lina Haag (105), Duits verzetsstrijdster[85]
- Brian Hibbard (65), Brits acteur en zanger[86]
- Calvin Marsh (91), Amerikaans bariton[87]
- Alketas Panagoulias (78), Grieks voetbalcoach[88]
- Victor Spinetti (82), Brits acteur[89]

### 19 juni
- Anthony Bate (82), Brits acteur[90]
- Gerry Bron (79), Amerikaans muziekproducer en -manager[91]
- Richard Lynch (76), Amerikaans acteur[92]
- Norbert Tiemann (87), Amerikaans politicus[93]
- Luuk Kroon (69), Nederlands militair[94]

### 20 juni
- LeRoy Neiman (91), Amerikaans schilder[95]
- Andrew Sarris (83), Amerikaans filmcriticus[96]

### 21 juni
- Richard Adler (90), Amerikaans componist en musicalproducer[97]
- Jeff Keen (88), Brits filmmaker en kunstenaar[98]
- Robert Moore, "Little James Brown" (68), Amerikaans zanger[99]
- Teddy Scott (83), Brits voetballer en voetbalcoach[98]
- Ramaz Sjengelia (55), Sovjet-Georgisch voetballer[100]
- Kaat Tilley (52), Belgisch modeontwerpster[101]

### 22 juni
- Carlos Daled (75), Belgisch burgemeester[102]
- Jean-Pierre de Clippele (83), Belgisch politicus[103]
- Fernie Flaman (85), Canadees ijshockeyspeler[104]
- Juan Luis Galiardo (72), Spaans acteur[105]
- Jaap Goedèl (71), Nederlands muzikant[106]
- Jackie Neilson (83), Brits voetballer[107]

### 23 juni
- Frances Alenikoff (91), Amerikaans choreograaf en danseres[108]
- James Durbin (88), Brits statisticus en econometrist[109]
- Brigitte Engerer (59), Frans pianiste[110]
- Alan McDonald (48), Brits voetballer[111]

### 24 juni
- Franz Crass (84), Duits operazanger[112]
- James Grout (84), Brits acteur[113]
- Miki Roqué (23), Spaans voetballer[114]
- Rudolf Schmid (97), Duits bisschop[115]

### 25 juni
- George Hearst (84), Amerikaans mediamagnaat[116]
- Minke van der Ploeg-Posthumus (76), Nederlands politica[117]
- Doris Schade (88), Duits actrice[118]

### 26 juni
- Daniel Batman (31), Australisch atleet[119]
- Ann Curtis (86), Amerikaans zwemster[120]
- Nora Ephron (71), Amerikaans filmmaakster[121]
- Iurie Miterev (37), Moldavisch voetballer[122]
- Doris Singleton (92), Amerikaans actrice[123]

### 27 juni
- Stan Cox (93), Brits atleet[124]
- Don Grady (68), Amerikaans acteur[125]
- Katrin Seybold (68), Duits actrice, filmmaakster en regisseur[126]

### 28 juni
- Thom Bezembinder (81), Nederlands hoogleraar mathematische psychologie[127]
- Piet Ekel (90), Nederlands acteur[128]
- Zhang Ruifang (94), Chinees actrice[129]
- Robert Sabatier (88), Frans schrijver[130]

### 29 juni
- Niek van Leest (82), Nederlands beeldhouwer[131]
- Juan Reccius (101), Chileens atleet[132]
- Jan de Soet (86), Nederlands topfunctionaris[133]

### 30 juni
- Jacqueline Law (45), Hongkongs actrice[134]
- Yitzhak Shamir (96), Israëlisch politicus[135]
- Bertus de Rijk (87), Nederlands hoogleraar en senator[136]
- Yomo Toro (78), Puerto Ricaans muzikant[137]

### Datum onbekend
- Anna Van Marcke (88), Belgisch kanovaarster[138]

1900 ·
1901 ·
1902 ·
1903 ·
1904 ·
1905 ·
1906 ·
1907 ·
1908 ·
1909 ·
1910 ·
1911 ·
1912 ·
1913 ·
1914 ·
1915 ·
1916 ·
1917 ·
1918 ·
1919 ·
1920 ·
1921 ·
1922 ·
1923 ·
1924 ·
1925 ·
1926 ·
1927 ·
1928 ·
1929 ·
1930 ·
1931 ·
1932 ·
1933 ·
1934 ·
1935 ·
1936 ·
1937 ·
1938 ·
1939 ·
1940 ·
1941 ·
1942 ·
1943 ·
1944 ·
1945 ·
1946 ·
1947 ·
1948 ·
1949 ·
1950 ·
1951 ·
1952 ·
1953 ·
1954 ·
1955 ·
1956 ·
1957 ·
1958 ·
1959 ·
1960 ·
1961 ·
1962 ·
1963 ·
1964 ·
1965 ·
1966 ·
1967 ·
1968 ·
1969 ·
1970 ·
1971 ·
1972 ·
1973 ·
1974 ·
1975 ·
1976 ·
1977 ·
1978 ·
1979 ·
1980 ·
1981 ·
1982 ·
1983 ·
1984 ·
1985 ·
1986 ·
1987 ·
1988 ·
1989 ·
1990 ·
1991 ·
1992 ·
1993 ·
1994 ·
1995 ·
1996 ·
1997 ·
1998 ·
1999 ·
2000 ·
2001 ·
2002 ·
2003 ·
2004 ·
2005 ·
2006 ·
2007 ·
2008 ·
2009 ·
2010 ·
2011 ·
2012 ·
2013 ·
2014 ·
2015 ·
2016 ·
2017 ·
2018 ·
2019 ·
2020 ·
2021 ·
2022 ·
2023 ·
2024 ·
2025